# Victoria Maurette
Victoria Maurette (ur. 30 lipca 1982 w Buenos Aires) – argentyńska aktorka i wokalistka.

## Życiorys
Swoje dzieciństwo spędziła kolejno w Stanach Zjednoczonych, Ekwadorze i Meksyku, do Argentyny wróciła w 1994 roku. Rozpoczęła karierę artystyczną, w 2001 roku podpisała kontrakt na udział w musicalu Disney Magical Moments, grała następnie m.in. w programie Rebelde Way. Autorka albumu muzycznego pt. Victoria.
W 2004 roku otrzymała nagrodę Martín Fierro za rolę w programie No hay 2 sin 3, dwa lata później zdobyła na Buenos Aires Rojo Sangre nagrodę za udział w filmie Left for Dead.